# 檸檬味可口可樂
檸檬味可口可樂（Coca-Cola with Lemon）是可口可樂公司推出的一款軟飲料，以和百事清檸競爭。檸檬味可口可樂於2001年在美國上市，此後在比利時、奧地利、法國、瑞士、荷蘭、德國、愛爾蘭、南韓、日本等國上市。